# Mariä Himmelfahrt (Steinhausen an der Rottum)

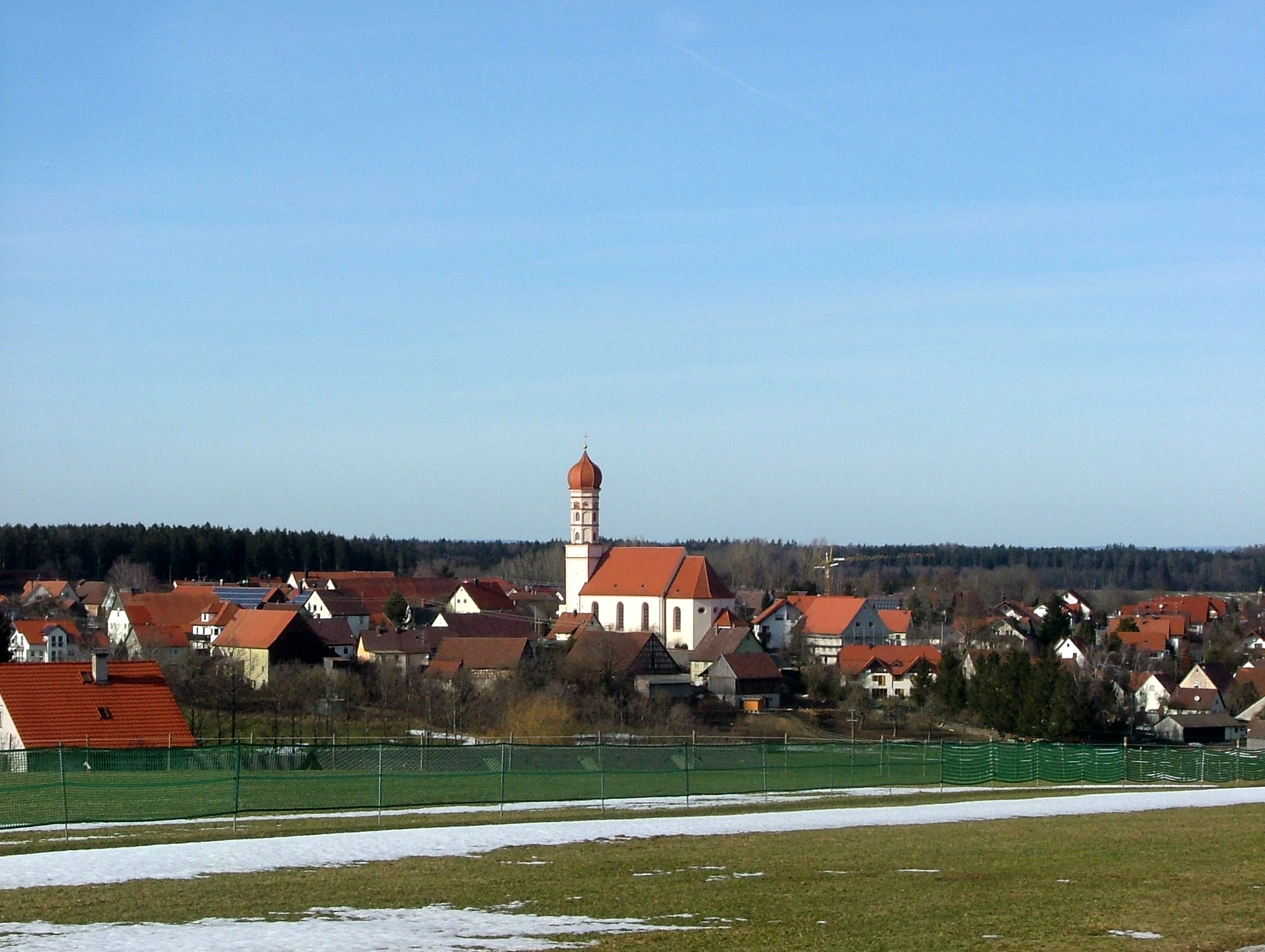
Wallfahrtskirche Mariä Himmelfahrt Steinhausen an der Rottum

Die Wallfahrtskirche Mariä Himmelfahrt ist die Pfarrkirche der Gemeinde Steinhausen an der Rottum. Sie ist nicht zu verwechseln mit der 25 Kilometer westlich gelegenen Wallfahrtskirche Steinhausen. Die Kirche Mariä Himmelfahrt befindet sich im Landkreis Biberach in Oberschwaben und gehört zur Seelsorgeeinheit 3a St. Benedikt Ochsenhausen. Die Kirche ist die ehemalige Marienwallfahrtskirche der Reichsabtei Ochsenhausen. Sie ist von einer Mauer umgeben, innerhalb derer der Friedhof und das Ehrenmal für die Gefallenen und Opfer der Weltkriege der Gemeinde liegt. Das benachbarte Pfarrhaus datiert aus dem Jahre 1710.

## Geschichte

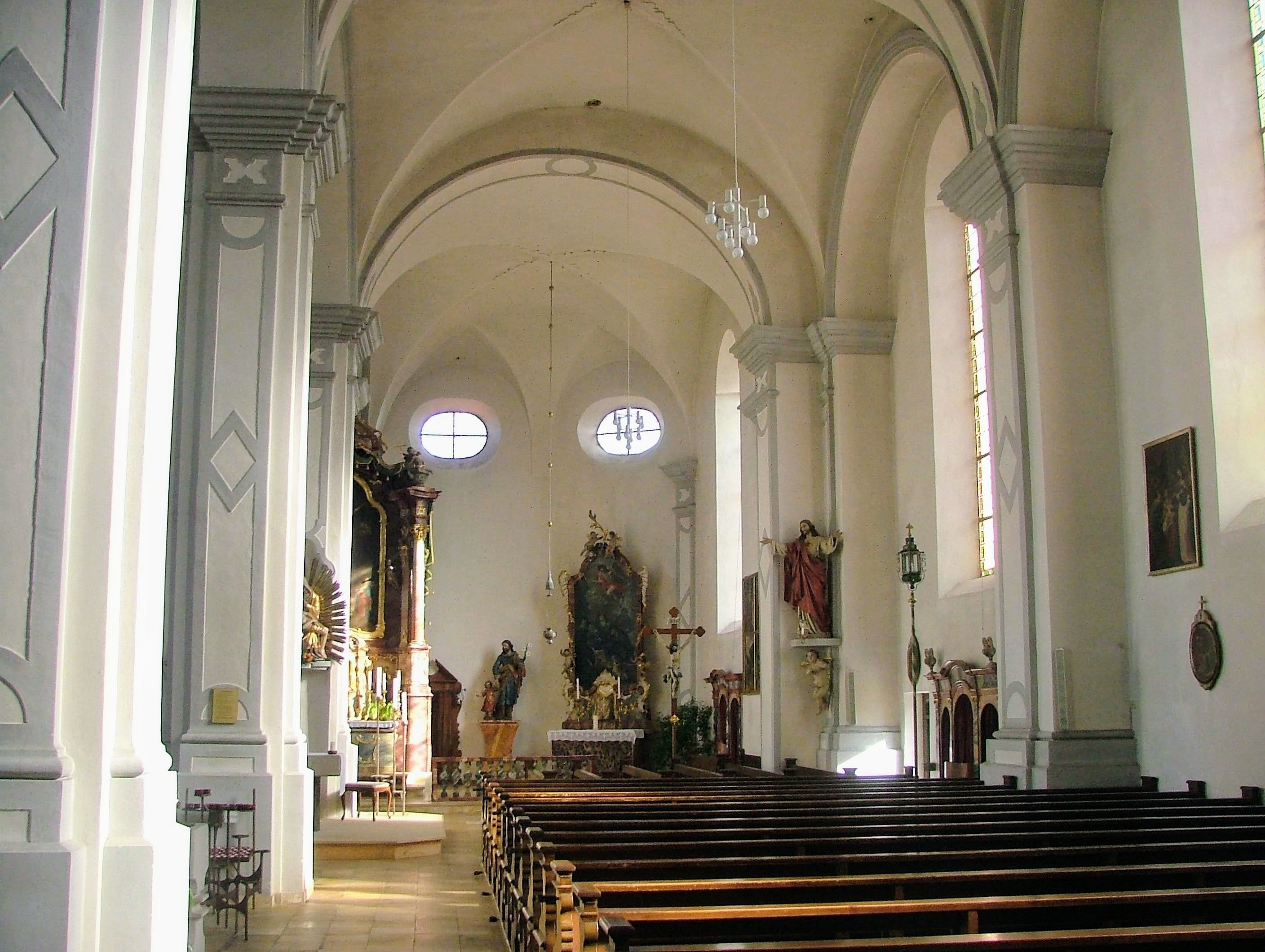
Blick zum Chor

Die Gemeinde Steinhausen liegt auf einer Hochfläche am linken Hang des Tals der Unteren Rottum. 1128 wurde erstmals ein Ort Obrostetten genannt, später erschien der Ort unter dem Namen Oberstetten. Im Jahre 1275 wird in der Klosterchronik eine Kirche und Pfarrei erwähnt. Der dazugehörige Ort war aber um diese Zeit von seinen Bewohnern verlassen. Im 14. Jahrhundert wurde in Steinhausen eine Pietà-Skulptur von 1350 verehrt. Im Jahre 1392 wurde der Ort Steinhausen vom nahen Benediktinerkloster Ochsenhausen erworben. 1497 ließ Abt Simon Lengenberger einen spätgotischen Neubau errichten. Während des Dreißigjährigen Krieges wurde die Kirche wiederholt geplündert, unter Abt Balthasar Puolamer abgebrochen und an deren Stelle ein frühbarocker Neubau erstellt. Einzig der Turm blieb erhalten.
Am 19. September 1673 nahm der Konstanzer Weihbischof Georg Sigismund Müller (1655–1686) die Weihe vor. Bei der Säkularisation 1803 kam der Ort wie das Kloster Ochsenhausen zunächst an die Grafen von Metternich-Winneburg, 1806 zum Königreich Württemberg.

## Kirchenbau

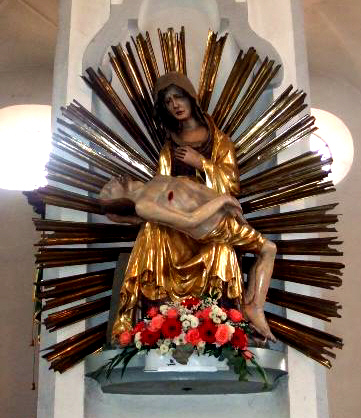
Pietà

Die Kirche ist 72 Meter lang, 16 Meter breit und 11 Meter hoch. Der frühbarocke Hallenraum ist durch pilasterbesetzte Mittelpfeiler unterteilt. Die Kirche ist eine zweischiffige, mit je vier Jochen versehene Hallenkirche. Der Turm hat ein achteckiges Glockengeschoss mit Kranzgesims (1708) und Zwiebel. Unter dem Satteldach ist ein mit sechs Rundbogenfenstern gegliedertes Langhaus. Dem vorangestellt sind ein niedriger abgeschrägter Ostchor und eine rechteckige Sakristei. Die Altargemälde stammen vom Memminger Maler Johann Heiss. Außerhalb der Kirche ist eine Gedenktafel angebracht, die an Pfarrer Raimund Mattes (1879–1914) erinnern soll.
Südwestlich innerhalb der mit einer Mauer umfriedeten Kirche befindet sich ein Ehrenmal für die gefallenen Söhne des Ortes im Ersten Weltkrieg und Zweiten Weltkrieg. Das Ehrenmal Erster Weltkrieg wurde 1919 errichtet und stammt von Bildhauer Karl Deibele aus Schwäbisch Gmünd. Das Ehrenmal Zweiter Weltkrieg wurde am 4. September 1952 von Bildhauer Richard Schädler (* 19. März 1912; † 14. Januar 1988) errichtet.

## Pieta
Zu der Pietà wurden über dreihundert Gebetserhörungen dokumentiert. Jesu Leichnam mit den deutlich sichtbaren Wundmalen ruht in den Armen seiner Mutter Maria.